# 100 Miles of Istria
Le 100 Milles d'Istrie est un ultra-trail de 100 milles organisé chaque année en Croatie. Il se dispute en avril sur un parcours traversant l'Istrie de Labin à Umag. En 2017, l'événement intègre pour la première fois le circuit officiel de l'Ultra-Trail World Tour.

## Palmarès
| Édition | Date              | Hommes                                              | Hommes                                              | Hommes                                              | Femmes                                              | Femmes                                              | Femmes                                              |
| Édition | Date              | Rang                                                | Athlète                                             | Temps                                               | Rang                                                | Athlète                                             | Temps                                               |
| ------- | ----------------- | --------------------------------------------------- | --------------------------------------------------- | --------------------------------------------------- | --------------------------------------------------- | --------------------------------------------------- | --------------------------------------------------- |
| 1re     | 12 avril 2013     | 1er                                                 | Mauricio Križmanić                                  | 24 h 53 min 55 s                                    | 23e                                                 | Tadeja Krušec                                       | 34 h 02 min 01 s                                    |
| 2e      | 11 avril 2014     | 1er                                                 | Jay Aldous                                          | 20 h 31 min 39 s                                    | 9e                                                  | Marta Poretti                                       | 26 h 11 min 18 s                                    |
| 3e      | 17 avril 2015     | 1er                                                 | Marjan Zupančić                                     | 21 h 08 min 50 s                                    | 3e                                                  | Francesca Canepa                                    | 23 h 39 min 47 s                                    |
| 4e      | 15 avril 2016     | 1er                                                 | Thomas Wagner                                       | 19 h 49 min 43 s                                    | 17e                                                 | Francesca Canepa — 2e victoire                      | 24 h 12 min 22 s                                    |
| 5e      | 7 avril 2017      | 1er                                                 | Dylan Bowman                                        | 17 h 51 min 50 s                                    | 16e                                                 | Francesca Canepa — 3e victoire                      | 23 h 34 min 27 s                                    |
| 6e      | 7 avril 2018      | 1er                                                 | Paul Giblin                                         | 21 h 06 min 53 s                                    | 9e                                                  | Francesca Canepa — 4e victoire                      | 22 h 49 min 33 s                                    |
| 7e      | 12 avril 2019     | 1er                                                 | Kazufumi Ose                                        | 18 h 38 min 58 s                                    | 14e                                                 | Katja Kegl Vencelj                                  | 23 h 16 min 54 s                                    |
| —       | 2020              | Course annulée en raison de la pandémie de Covid-19 | Course annulée en raison de la pandémie de Covid-19 | Course annulée en raison de la pandémie de Covid-19 | Course annulée en raison de la pandémie de Covid-19 | Course annulée en raison de la pandémie de Covid-19 | Course annulée en raison de la pandémie de Covid-19 |
| 8e      | 10 septembre 2021 | 1er                                                 | Tomáš Štverák                                       | 21 h 17 min 42 s                                    | 10e                                                 | Eva Urbanc                                          | 26 h 31 min 04 s                                    |
| 9e      | 8 avril 2022      | 1er                                                 | Robert Hajnal                                       | 18 h 26 min 47 s                                    | 5e                                                  | Ragna Debats                                        | 20 h 14 min 52 s                                    |
| 10e     | 15 avril 2023     | 1er                                                 | Jim Walmsley                                        | 17 h 40 min 34 s                                    | 18e                                                 | Kimino Miyazaki                                     | 23 h 11 min 21 s                                    |
| 11e     | 5 avril 2024      | 1er                                                 | Marek Causidis                                      | 18 h 58 min 00 s                                    | 7e                                                  | Alessandra Boifava                                  | 20 h 51 min 24 s                                    |
| 12e     | 11 avril 2025     | 1er                                                 | Alexander Westenberger                              | 18 h 09 min 55 s                                    | 10e                                                 | Ivana Širić                                         | 22 h 59 min 31 s                                    |